# Erfurter Stadtring
Der Erfurter Stadtring ist eine Ringstraße, die die Innenstadt der thüringischen Landeshauptstadt Erfurt vollständig umfasst. Der Stadtring besteht aus einer Aneinanderreihung meist zur Gründerzeit entstandener Straßenzüge und grenzt die Altstadt von den übrigen Stadtteilen ab. Entlang des Ringes verliefen bis 1873 größtenteils die Stadtmauern Erfurts. Angelegt wurden die Straßen des Rings zwischen 1871 (Biereyestraße) und 1901 (Gutenbergstraße), ausgebaut wurde der Ring in den 1970er-Jahren, als er seine heutige Gestalt erhielt. 
Weitere Ringe sind der Juri-Gagarin-Ring (angelegt ab 1898) innerhalb der Altstadt sowie der 2007 fertiggestellte Erfurter Ring als Autobahnring außerhalb der Stadt.

## Verlauf

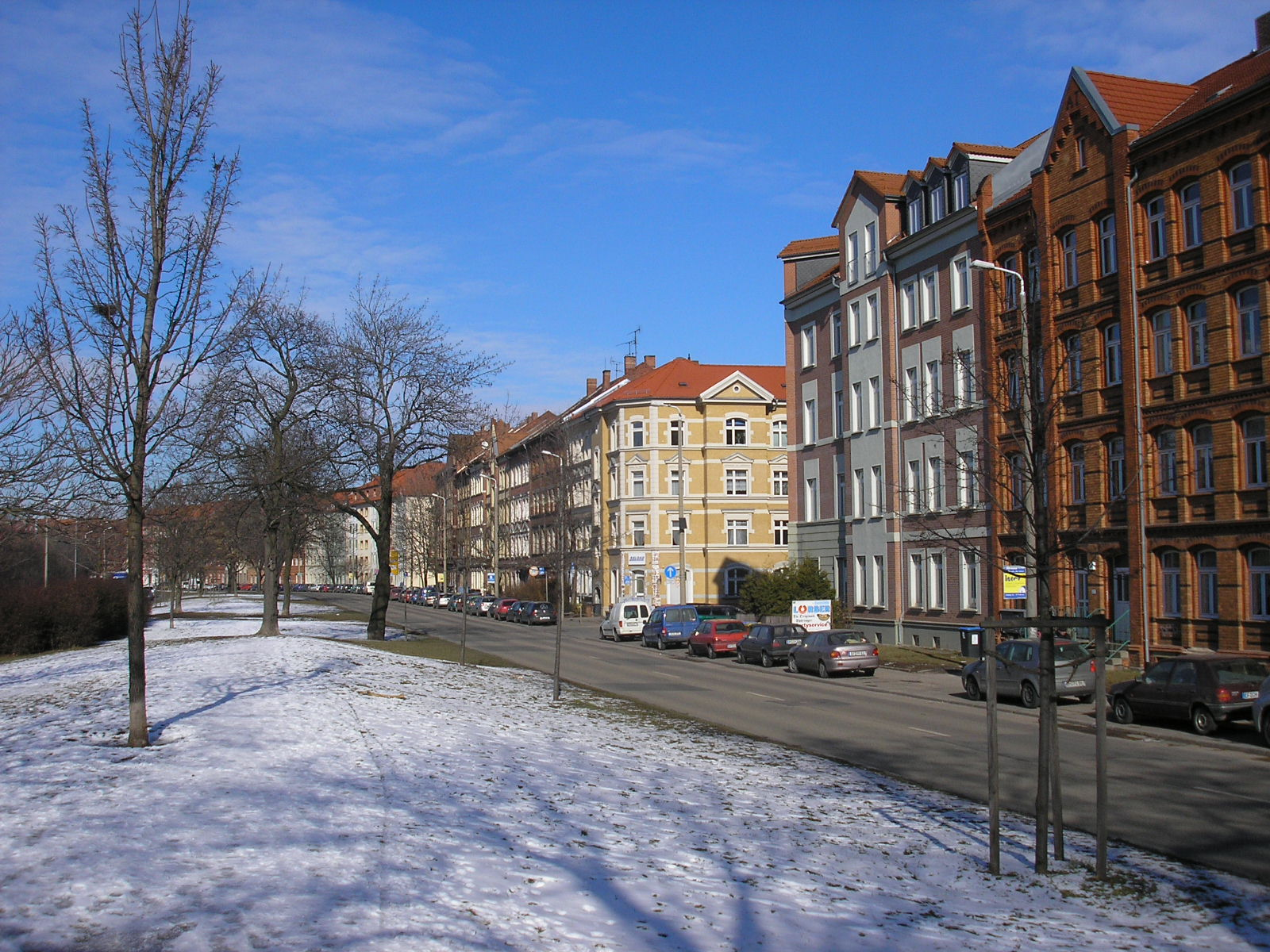
Blick vom Mittelstreifen der Stauffenbergallee

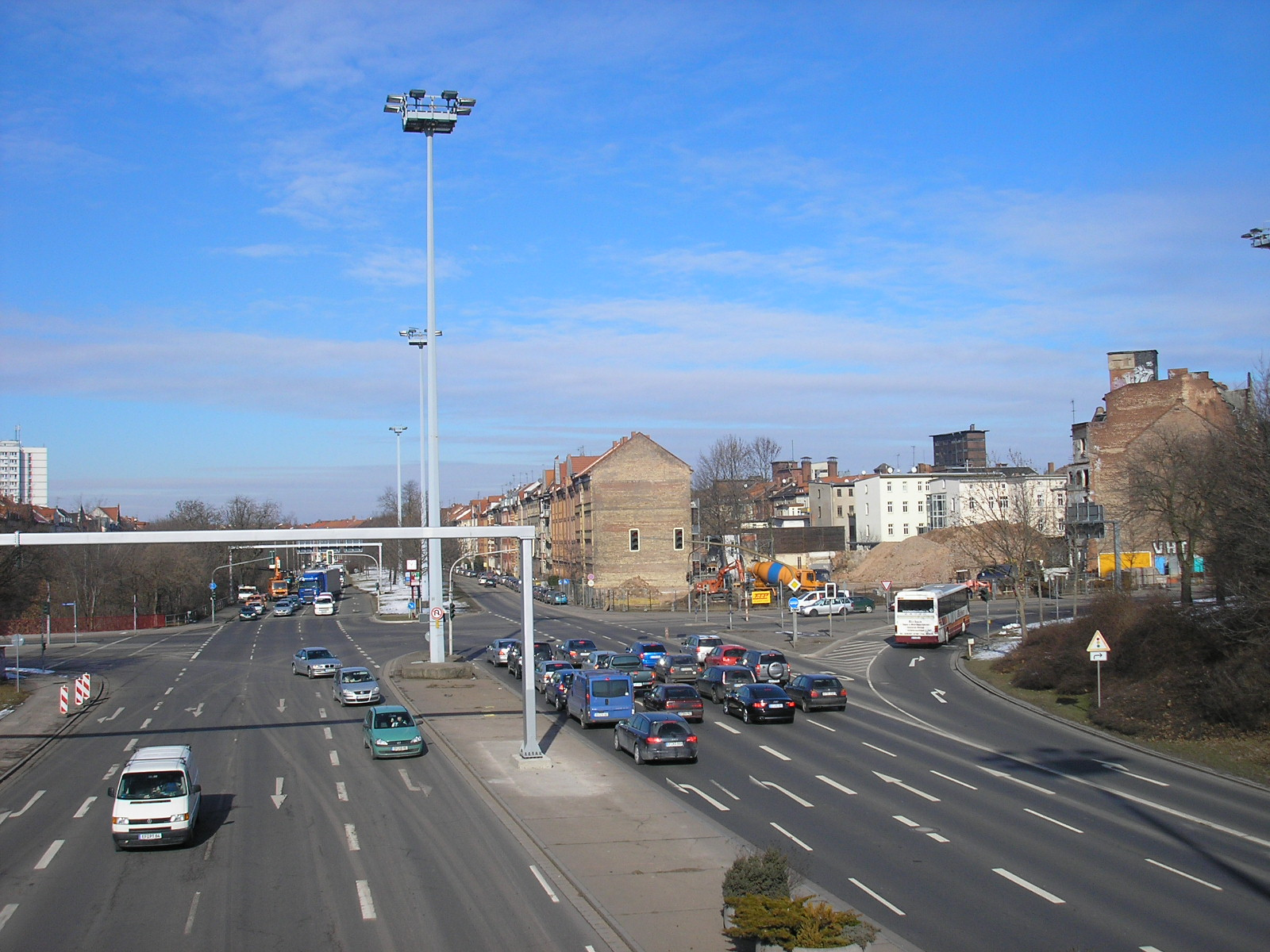
Schmidtstedter Knoten (Nord)

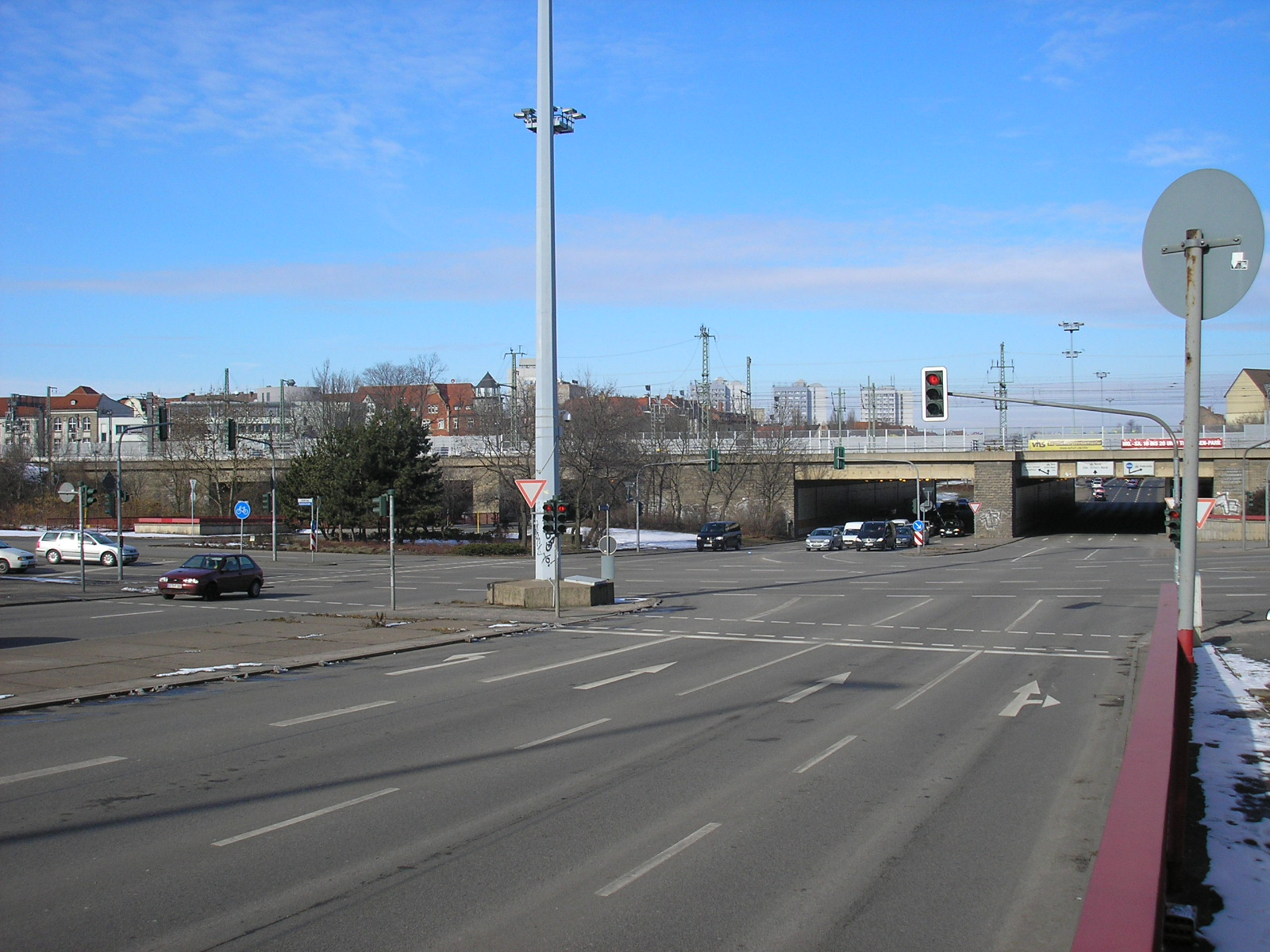
Schmidtstedter Knoten (Süd)

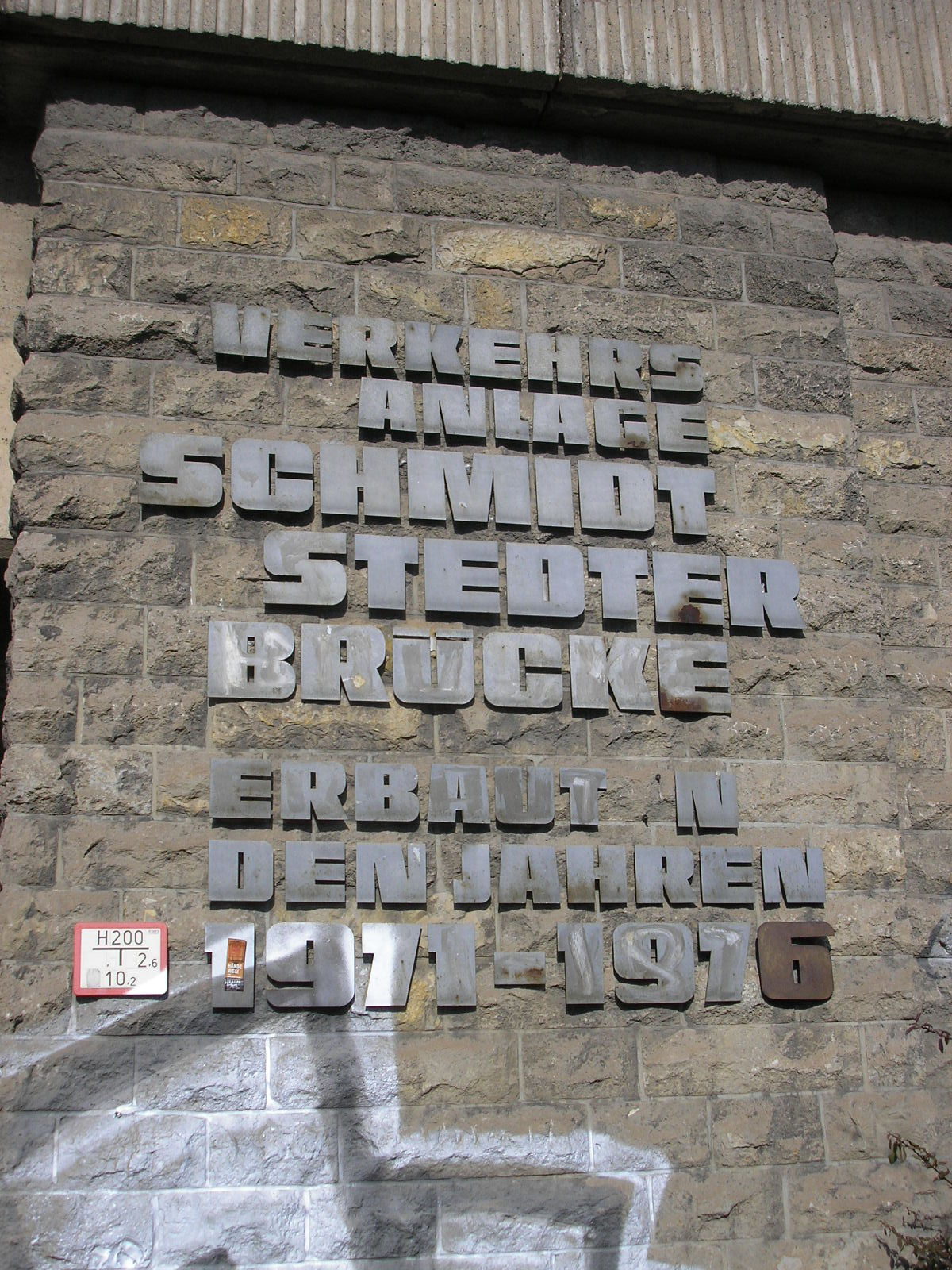
Inschrift der Schmidtstedter Brücke

### Talknoten (Norden)
Der Talknoten ist ein Platz, der am Standort des ehemaligen äußeren Johannestors nördlich der Altstadt liegt. Der Stadtring überquert diesen Platz, von dem nach Westen die Talstraße/Schlüterstraße, nach Norden die Magdeburger Allee (Verbindung Richtung Mittelhausen), nach Osten die Stauffenbergallee und nach Süden die Johannesstraße (Verbindung zum Juri-Gagarin-Ring) abzweigt. Im Zusammenhang mit der Gestaltung der äußeren Wallanlagen wurden ab 1900 die Grünanlagen am Talknoten errichtet. In den 1930er-Jahren entstand  mit dem Talgarten der größte modern ausgestattete Kinderspielplatz Erfurts. Mit dem Ausbau der Ringstraßen reduzierte man die Grünflächen wiederum. Auf der Mitte des Platzes befindet sich ein kleiner Park mit einem Springbrunnen, nebenbei stellte man eine Statue Rosa Luxemburgs auf. Am Talknoten überquert die Straßenbahntrasse der Linien 1 und 5 den Stadtring.

### Stauffenbergallee (Osten)
Die Stauffenbergallee schließt östlich an den Talknoten an und führt über 2000 Meter Länge östlich an der Erfurter Altstadt vorbei. Sie wurde 1893 angelegt. Damals hieß sie zwischen Talknoten und Leipziger Platz Göbenstraße und zwischen Leipziger Platz und Schmidtstedter Knoten Scharnhorststraße. 1945 erfolgte die erste Umbenennung: die Göbenstraße wurde aufgeteilt in den Johanneswallgraben zwischen Talknoten und Franckebrücke und den Krämpferwallgraben zwischen Franckebrücke und die Scharnhorststraße wurde in Wilhelm-Pieck-Straße umbenannt. 1953 wurden dann alle Straßen zur Wilhelm-Pieck-Straße zusammengefasst und 1992 erneut umbenannt. Seitdem trägt die Allee den Namen Claus Schenk Graf von Stauffenbergs. Die Stauffenbergallee verläuft als vierspurige Straße mit Grünstreifen in der Mitte parallel zum Gera-Flutgraben. Rund 100 Meter östlich der Stauffenbergallee liegt der Straßenzug Liebknechtstraße/Thälmannstraße, der vor dem Ausbau der Stauffenbergallee deren Funktion als östliche Ringstraße hatte. Dort verkehrte bis 1973 auch eine Straßenbahn. 
Die Stauffenbergallee ist nur auf der östlichen Straßenseite mit Wohnhäusern der Gründerzeit bebaut. Auf der westlichen Seite grenzen Bäume die Allee vom Flutgraben ab. Der Grünstreifen in der Mitte ist stellenweise fast 20 Meter breit und enthält einen Promenadenweg. 
An der Stauffenbergallee liegen zwei Kreuzungen: die Kreuzung an der Franckebrücke im nördlichen Teil und der Leipziger Platz im mittleren Teil. An der Franckebrücke kreuzt die Straße vom Stadtzentrum nach Sömmerda bzw. in den Norden Erfurts (innerhalb des Rings heißt sie Franckestraße, außerhalb Schlachthofstraße). Am Leipziger Platz kreuzt die Straße von Erfurt nach Kerspleben und Buttelstedt, die alte Via regia, den Stadtring. Hier befand sich früher das Krämpfertor, innerhalb die Krämpferstraße und außerhalb die Leipziger Straße. Auch die Straßenbahntrasse der Linie 2 kreuzt hier den Stadtring. Im südlichen Teil der Stauffenbergallee besteht auch noch eine dritte Brücke über den Flutgraben (Meyfartstraße innerhalb/Iderhoffstraße außerhalb), die jedoch heute eine reine Fußgänger- und Radwegbrücke ist. 

### Schmidtstedter Knoten (Südosten)
Am Schmidtstedter Knoten endet die Stauffenbergallee. Bei dieser Kreuzung handelt es sich um einen Neubau von 1973. Der Schmidtstedter Knoten besteht aus dem Nordknoten (Kreuzung Stauffenbergallee/Thälmannstraße mit Zufahrt zum Hauptbahnhof, zum Juri-Gagarin-Ring und zum östlichen Straßenzug Thälmannstraße/Liebknechtstraße) und dem Südknoten. Am Südknoten biegt der Stadtring nach Westen ab, nach Süden führt die Clara-Zetkin-Straße nach Kranichfeld und nach Osten die Weimarische Straße (Bundesstraße 7) nach Weimar. Zudem kreuzt die östliche Bahnzufahrt zum Erfurt Hbf mit einer großen Brücke den Stadtring am Schmidtstedter Knoten. Im Bereich des Nordknotens am Ende der Schmidtstedter Straße befand sich das Schmidtstedter Tor und im Bereich der Clara-Zetkin-Straße das Spielbergtor. 

### Schillerstraße (Süden)
Die Schillerstraße verlässt den Schmidtstedter Knoten westlich und führt über 1700 Meter Länge südlich um die Erfurter Altstadt. Sie wurde 1886 (bis zum Kaffeetrichter) und 1898 (vom Kaffeetrichter bis zur Steigerstraße) angelegt. Der Teil zwischen Schmidtstedter Knoten und Kaffeetrichter hieß zwischen 1886 und 1951 Daberstedter Straße. Die Schillerstraße verläuft zunächst parallel zum Flutgraben zwischen Hauptbahnhof im Norden und Stadtpark auf der Daberstedter Schanze im Süden. Dort mündet die Bahnhofstraße am ehemaligen Augusttor ein. Die Straßenbahntrasse der Linien 3 und 4 kreuzt, die Linien 1 und 6 verlaufen ab der Bahnhofstraße auf dem Schillerstraße. Diese verläuft in einem kleinen Schwenk nach Süden und ist ab hier auf beiden Seiten mit Wohnhäusern der Gründerzeit bebaut. In diesem Bereich liegt die Braugold-Brauerei. 
Als nächsten Platz erreicht die Schillerstraße den Kaffeetrichter unweit des ehemaligen Löbertors. Am Kaffeetrichter führt die Löberstraße in die Stadt und die Arnstädter Straße (Bundesstraße 4) nach Arnstadt bzw. auf den Ring. Am Kaffeetrichter zweigt auch eine Straßenbahntrasse nach Süden ab. Weiter westlich an der Schillerstraße liegt die Thomaskirche von 1902 sowie die Bahnbrücke der westlichen Bahnhofszufahrt. Unmittelbar hinter dieser endet die Schillerstraße. Hier teilt sich der Stadtring auf. 

### Zwischen Schillerstraße und Gothaer Platz (Südwesten)
Die Fahrtrichtung im Uhrzeigersinn verläuft von der Schillerstraße weiter über Pförtchenstraße–Brückenstraße–Straße des Friedens. Auf die nur etwa 200 Meter lange Pförtchenstraße (1887) folgt die Brücke über den Flutgraben, Brückenstraße genannt, die gleich hinter der Brücke in die Straße des Friedens übergeht. Hier stand einst das Pförtchentor. Die 600 Meter lange Straße des Friedens ist nur auf der Ostseite bebaut. Auf der Westseite befindet sich die Parkanlage Tettaustraße aus der Zeit um 1900. Die Straße des Friedens wurde 1884 anlegt. Bis 1951 hieß sie nach Friedrich Barbarossa Friedrichstraße. 
Die Fahrrichtung gegen den Uhrzeigersinn verläuft nach dem Ende der Schillerstraße über Steigerstraße und Alfred-Hess-Straße durch das größte Villenviertel Erfurts. Die Steigerstraße wurde 1886 angelegt und verläuft parallel zur Trasse der Thüringer Bahn. Der Stadtring folgt ihr über die ersten 400 Meter und biegt dann nach Nordwesten in die 1000 Meter lange Alfred-Hess-Straße ab. Sie wurde 1901 als Hohenzollernstraße anlegt und 1946 anlässlich der Zwangsvereinigung von SPD und KPD zur SED in Straße der Einheit umbenannt. 1992 folgte die Umbenennung nach Alfred Hess (1879–1931), dem Besitzer einer der größten Schuhfabriken Erfurts, der sich auch in sozialen Projekten engagierte. In der Mitte der Alfred-Hess-Straße liegt eine kunstvoll verzierte Brücke über die Gera, hinter der die Straße nach Hochheim abzweigt. 

### Gothaer Platz (Westen)
siehe auch: Gothaer Platz
Am Gothaer Platz treffen wieder beide Arme des Stadtrings aufeinander. Der Platz westlich der Altstadt wurde um 1888 angelegt, liegt vor dem Brühlertor und ist heute wichtiger Knotenpunkt für Individual- und öffentlichen Personennahverkehr. Am Gothaer Platz zweigen neben Alfred-Hess-Straße und Straße des Friedens auch die Bonifaciusstraße (zum Juri-Gagarin-Ring), die Gothaer Straße (Bundesstraße 7) nach Gotha und die Heinrichstraße ab. Am Gothaer Platz halten die Straßenbahnlinien 2 und 4, wobei die Trasse der Linie 2 den Stadtring hier kreuzt.

### Heinrichstraße und Binderslebener Knie (Westen)
Die Heinrichstraße schließt nördlich an den Gothaer Platz an. Sie wurde 1980 ausgebaut, wobei auch die Straßenbahntrasse der Linie 4 von ihr auf die östlich verlaufende Rudolfstraße verlegt wurde. Angelegt wurde die Heinrichstraße schon 1887, benannt ist sie nach dem deutschen König Heinrich I. Nach 500 Metern verlässt der Stadtring am Binderslebener Knie die Heinrichstraße.
Das Binderslebener Knie ist die Kreuzung von Heinrichstraße und Binderslebener Landstraße. Es entstand zwischen 1972 und 1980, als die Heinrichstraße als Stadtautobahn nach Norden zu den Neubaugebieten verlängert wurde. Heute verläuft die Bundesstraße 4 nach Nordhausen auf dieser zwischen 1972 und 1976 errichteten Straße. Dabei existiert eine Unterführung für den Durchgangsverkehr der B4 unter dem Binderslebener Knie. Oben verläuft die Binderslebener Landstraße zum Flughafen bzw. zur A71 einerseits und zum Lauentor andererseits. Der Stadtring biegt am Binderslebener Knie nach Osten ab und führt über einen kurzen Abschnitt der Binderslebener Landstraße zum Hugo-Preuß-Platz vor dem Bundesarbeitsgericht. 

### Biereyestraße und Gutenbergplatz (Nordwesten)
Am Hugo-Preuß-Platz beginnt die Biereyestraße, die 1931 nach Johannes Biereye benannt wurde. Vorher war diese 1871 angelegte Straße Teil der Rudolfstraße. Die Biereyestraße führt über 500 Meter nach Nordosten, zwischen der Zitadelle Petersberg im Osten und der Wohnbebauung des Borntalviertels im Westen. Sie endet am Gutenbergplatz vor dem Gutenberg-Gymnasium. Die Biereyestraße war der letzte gepflasterte Abschnitt des Erfurter Stadtrings.

### Zwischen Gutenbergplatz und Talknoten (Norden)
Auf dem 1200 Meter langen Abschnitt zwischen Gutenbergplatz im Westen und Talknoten im Osten nördlich der Altstadt ist der Stadtring wieder als Einbahnstraßensystem geteilt und verläuft auf unterschiedlichen Straßen. 
Der Verkehr im Uhrzeigersinn führt über den Straßenzug Gutenbergstraße–Blumenstraße–Moritzwallstraße–Schlüterstraße zum Talknoten. Dabei dominiert als Bebauung gründerzeitliche Mietshausarchitektur. Wichtigste Kreuzung auf diesem Abschnitt ist die Kreuzung am Andreaskavalier mit der in die Altstadt führenden Andreasstraße sowie der stadtauswärts führenden Nordhäuser Straße, auf der die Straßenbahnlinien 3 und 6 verlaufen. Auffälligstes Gebäude ist in der Schlüterstraße die Baugewerbeschule Erfurt von 1901. Die Gutenbergstraße wurde 1901, die Moritzwallstraße 1883 und die Schlüterstraße 1892 angelegt, wobei die Gerabrücke am Ende der Schlüterstraße erst beim Ausbau zum Stadtring eingefügt wurde. Früher endete die Straße dort am Boyneburgufer. An der Moritzwallstraße lag das frühere Moritztor. 
Der Verkehr gegen den Uhrzeigersinn führt über den Straßenzug Talstraße–Bergstraße–Blumenstraße–Albrechtstraße vom Talknoten zum Gutenbergplatz. In der Talstraße wird die Gera überquert, es folgt in der Bergstraße der Anstieg auf die ehemalige Auenschanze, auf der die Nordhäuser Straße verläuft, die die Bergstraße kreuzt. Am Ende der Bergstraße biegt der Stadtring rechts auf die Blumenstraße und dann gleich wieder links auf die Albrechtstraße, über die er den Gutenbergplatz erreicht. Die Talstraße wurde 1887, die Bergstraße 1884, die Blumenstraße 1884 und die Albrechtstraße (benannt nach Prinz Albrecht von Preußen) 1889 angelegt.